# لیوینگستون، اسکاتلند
لیوینگستون، اسکاتلند (به انگلیسی: Livingston) شهری در اسکاتلند است که در لوتیان غربی واقع شده‌است. این شهر در سال ۱۹۹۱ میلادی ۴۲٫۱۷۸ نفر جمعیت داشته و در سرشماری سال ۲۰۰۱ جمعیت آن به ۵۰٫۸۲۶ نفر رسیده‌است. میزان رشد سالانهٔ جمعیت لیوینگستون، انگلستان ‎۱٫۹۱ درصد می‌باشد و جمعیت این شهر در سال ۲۰۱۲ به ۶۲٫۴۶۲ نفر تغییر یافت.